# Casigneta falcata
Casigneta falcata är en insektsart som beskrevs av Sigfrid Ingrisch 1990. Casigneta falcata ingår i släktet Casigneta och familjen vårtbitare. Inga underarter finns listade i Catalogue of Life.